# Romuald Boco
Romuald Boco (Bernay, 8 luglio 1985) è un ex calciatore beninese, di ruolo centrocampista.

## Palmarès

### Club

#### Competizioni nazionali
- Campionato irlandese: 1

Sligo Rovers: 2012
- Coppa d'Irlanda: 1

Sligo Rovers: 2010
- Coppa di Lega irlandese: 1

Sligo Rovers: 2010